# Lambdaregelung
Die Lambdaregelung stellt im Abgas eines Verbrennungsmotors oder eines Brenners ein gewünschtes Verbrennungsluftverhältnis (λ) ein.

## Grundlagen

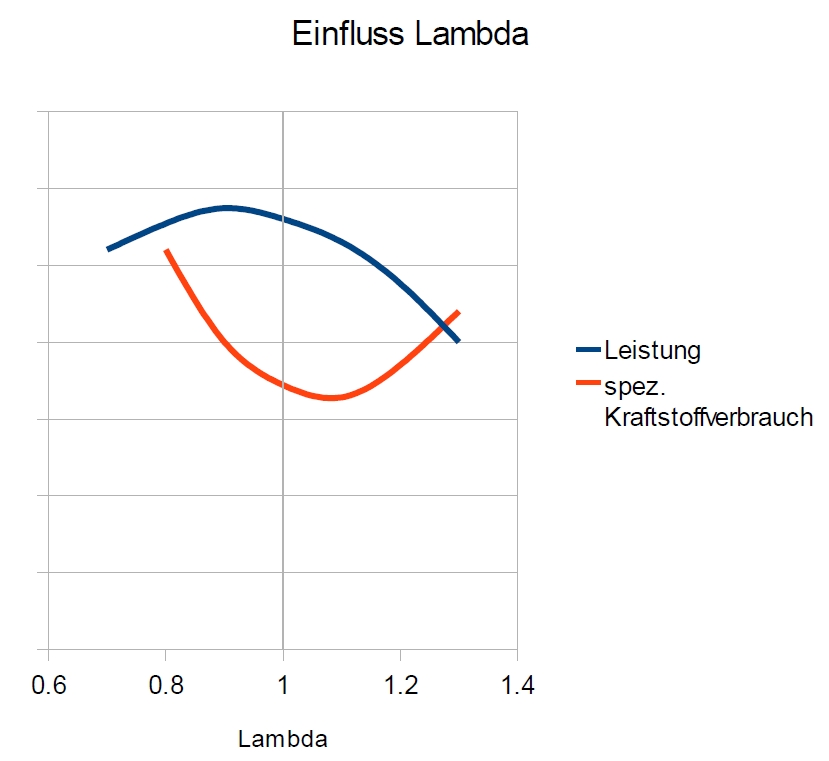
Einfluss von Lambda auf Leistung und Kraftstoffverbrauch (schematisch)

Das Größensymbol Lambda (λ) steht in der Abgastechnik für das Verhältnis Luft zu Brennstoff im Vergleich zu einem verbrennungsstöchiometrischen Gemisch.
Beim stöchiometrischen Kraftstoffverhältnis ist genau die Luftmenge vorhanden, die theoretisch benötigt wird, um den Kraftstoff vollständig zu verbrennen. Dies wird als λ=1 bezeichnet. Bei Benzin beträgt dieses Massenverhältnis 14,7:1, das heißt, man braucht 14,7 kg Luft, um 1 kg Treibstoff vollständig zu verbrennen. Bei Ethanol ist das Verhältnis 9:1 und bei Dieselkraftstoff und Heizöl 14,5:1.
Ist mehr Kraftstoff vorhanden, spricht man von fettem Gemisch (λ<1), bei Luftüberschuss von magerem Gemisch (λ>1).
Als Lambda-Fenster (Lambda = 0,995–1,000) bezeichnet man den Bereich, in dem ein Drei-Wege-Katalysator die maximale Reinigungsleistung von mehr als 99 % erreicht. Ob die Regelung diesen Wertebereich einhält, wird bei der Untersuchung des Motormanagements und Abgasreinigungssystems überprüft.
Die Lambdaregelung erfasst den tatsächlichen Lambdawert über eine Lambdasonde vor dem Katalysator und verändert die Kraftstoffmenge so, dass der Sollwert eingestellt wird. Dies ist nötig, weil ohne Nachmessung weder der Kraftstoff genau genug dosiert werden kann noch die Luftmenge im Zylinder genau genug gemessen werden kann. Mit einer zusätzlichen Sonde nach dem Katalysator und einer Führungsregelung kann die Genauigkeit weiter erhöht werden.
Die Einhaltung eines bestimmten Lambdawertes hat großen Einfluss auf die Qualität der Verbrennung und die Möglichkeit einer vollständigen katalytischen Abgasreinigung.
Der Kraftstoffverbrauch erreicht bei einem Ottomotor ein Minimum bei einem Wert von λ=1,2–1,5. Normale Motoren haben in diesem Bereich keine stabile Verbrennung mehr.
Für ein maximales Motormoment, wenn auch mit erhöhtem Kraftstoffverbrauch (wegen Luftmangel unvollständige Verbrennung), ist ein Wert von ca. λ=0,9 optimal.
Bei hoher Motorleistung wird durch einen fetten Motorbetrieb und dadurch kälteres Abgas einer Überhitzung und Zerstörung von Abgaskomponenten wie zum Beispiel Krümmer, Turbolader, Katalysator vorgebeugt. Moderne Motoren erreichen durch konstruktive Maßnahmen (etwa wassergekühlter Krümmer, Direkteinspritzung oder eine gekühlte Abgasrückführung) eine geringere Abgastemperatur, so dass eine Anfettung des Gemisches aus Bauteilschutzgründen nicht, oder nur noch in einem kleinen Bereich notwendig ist.
Je nachdem, ob als Lambdasonde eine Sprungsonde oder Breitbandsonde verwendet wird, unterscheidet sich das verwendete Regelverfahren.

## Zweipunkt-Lambdaregelung

Funktionsschema.
1. Luftmassenmesser
2. Vorkatalysator (Dreiwegekatalysator)
3. Hauptkatalysator
4. Kraftstoffeinspritzventile
5. Lambdasonde vor Katalysator (Zweipunkt-Lambdasonde oder Breitbandsonde)
6. Lambdasonde nach dem Katalysator (Zweipunkt-Lambdasonde, nur bei Bedarf)
7. Kraftstoffzuführung
8. Luftzuführung
9. Abgasabführung

Bei einer Sprungsonde ist nur eine Regelung auf λ=1 möglich:
Bei magerem Motorgemisch und einer daher kleinen Sondenspannung (ca. 100 mV) wird die Kraftstoffmenge vergrößert, bis λ=1 unterschritten wird und die Sondenspannung ansteigt (ca. 800 mV).
Bei diesem fetten Motorgemisch wird die Kraftstoffmenge wieder verkleinert, bis λ=1 überschritten wird und die Sondenspannung wieder abfällt. Anschließend beginnt der Regelzyklus wieder von vorne.
Es stellt sich so ein periodischer Wechsel von fettem und magerem Gemisch, hoher und niedriger Sondenspannung ein.
Durch die Pufferfähigkeit des Katalysators durch die sauerstoffspeichernden Komponenten reicht die Einhaltung des Sollwerts λ=1 im zeitlichen Mittels aus, um eine hohe Konvertierung der schädlichen Abgaskomponenten sicherzustellen. Seit Ende der 1990er Jahre wurde zunehmend auf eine stetige Regelung umgestellt.

## Stetige Lambdaregelung
Eine stetige Lambdaregelung strebt anstelle einer Schwingung um den Sollwert das möglichst stabile Halten dieses Wertes an. Dazu muss nicht nur wie bei der Verwendung einer Sprungsonde bekannt sein, ob λ<1 oder λ>1, sondern der genaue Wert muss bekannt sein, um die Abweichung vom Sollwert zu bestimmen. Dies erfordert die Messung mit einer Breitbandsonde. Die Korrektur kann dann zum Beispiel mit einem PI-Regler erfolgen. Mit der Breitbandsonde kann auch ein Wert außerhalb des stöchiometrischen Gemischs eingeregelt werden, z. B. kurzzeitig für die On-Board-Diagnose von Katalysator und Sensoren oder während der Anfettung für den Bauteilschutz zur Absenkung der Abgastemperatur.

## Dieselmotor
Während die Lambdaregelung im Ottomotor einen direkten Eingriff auf die eingespritzte Kraftstoffmenge erlaubt, ist solch ein Eingriff beim Dieselmotor nicht üblich. Der Grund dafür ist, dass beim Ottomotor das Motormoment über die Änderung der Kraftstoffmenge gesteuert wird. Die Lambdaregelung beim Dieselmotor erfolgt stattdessen über das Luftsystem durch Regulierung der Abgasrückführrate. Erweiterte Zusatzfunktionen wie zum Beispiel eine Rauchbegrenzung beim Diesel sind auf diesem Weg ebenfalls möglich.